# Малонова киселина
Малоновата киселина (CH2(COOH)2) е органична киселина, съдържаща две карбоксилни групи.

## Описание
Киселината е по-скоро нестабилна, диетиловият ѝ естер се използва при производството на витамин B1 и B12, барбитурати и други съединения. Намира приложение в козметиката, парфюмерията, хранително-вкусовата промишленост и фармацията.

## Етимология
Наименованието на киселината произлиза от старогръцката дума μῆλον – ябълка или плод от дърво.

## Патология
Ако повишените нива на малонова киселина са придружени от повишени нива на метилмалонова киселина, това може да означава метаболитно заболяване - комбинирана малонова и метилмалонова ацидурия (CMAMMA). Чрез изчисляване на съотношението между малонова киселина и метилмалонова киселина в кръвната плазма CMAMMA може да се разграничи от класическата метилмалонова ацидемия.